# Alocerus bicolor
Alocerus bicolor är en skalbaggsart som först beskrevs av William Lucas Distant 1898.  Alocerus bicolor ingår i släktet Alocerus och familjen långhorningar.
Artens utbredningsområde är Zimbabwe. Inga underarter finns listade i Catalogue of Life.